# Parantica kukenthali
Parantica kukenthali är en fjärilsart som beskrevs av Arnold Pagenstecher 1896. Parantica kukenthali ingår i släktet Parantica och familjen praktfjärilar. Inga underarter finns listade i Catalogue of Life.